# Oliver Leese
Oliver William Hargreaves Leese, 3:e baronet, född 27 oktober 1894 i London, död 22 januari 1978 i Llanrhaeadr-ym-Mochnant i Powys, Wales, var en brittisk militär (generallöjtnant 31 juli 1944) som tjänstgjorde i såväl första som i andra världskriget. 
Under andra världskriget fick han befälet över den brittiska 8:e armén (29 december 1943 - 30 september 1944) när Bernard Montgomery i januari 1944 kallades tillbaka till Storbritannien för att delta i planeringen inför den allierade landstigningen i Normandie och därmed lämnade 8:e armén som då stred i Italien. Han var även befälhavare över de allierades styrkor i Burma under en kort period 1944.
Utmärkelser:
- Bathorden
- Brittiska imperieorden
- Distinguished Service Order
- Military Cross
- Legion of Merit